# Aglaonema modestum
Aglaonema modestum là một loài thực vật có hoa trong họ Ráy (Araceae). Loài này được Schott ex Engl. mô tả khoa học đầu tiên năm 1879.

## Hình ảnh

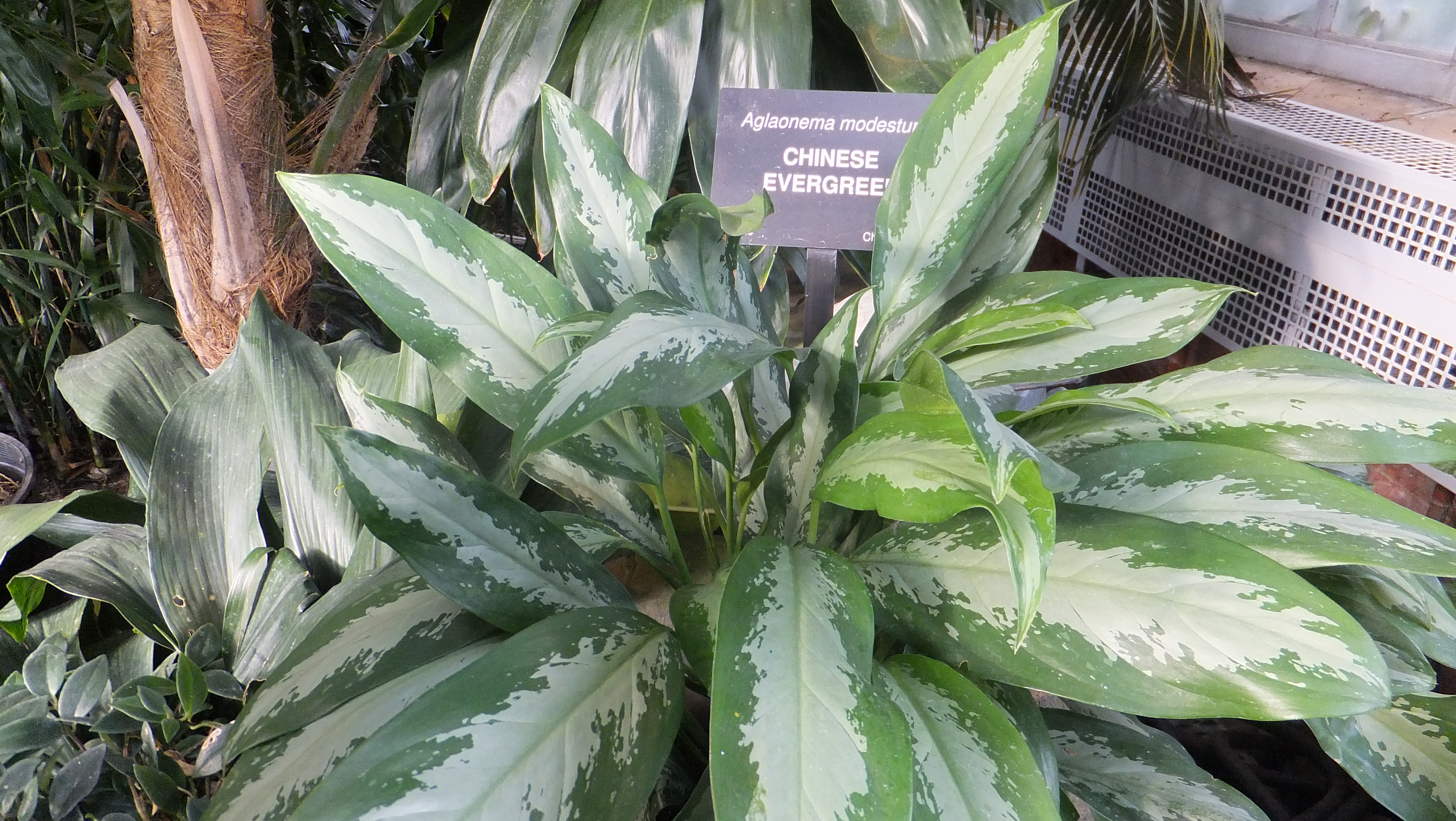